# Trenggalek (regentschap)

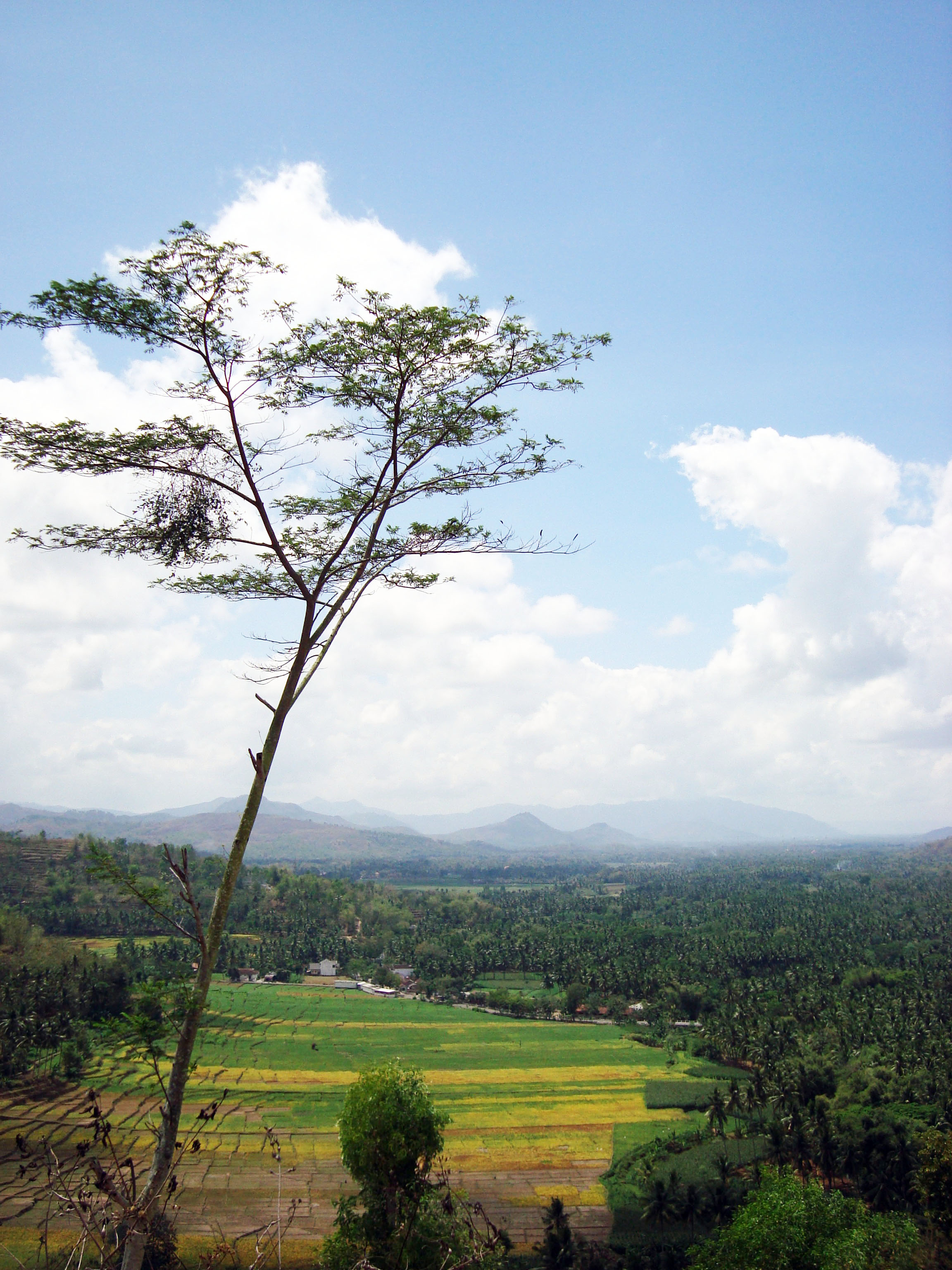
Een dorp in Trenggalek (2009).

Trenggalek is een regentschap (kabupaten) in het zuidwesten van de Javaanse provincie Oost-Java in Indonesië. Het gebied heeft een oppervlakte van 1205,22 km² en er wonen circa 700.000 mensen.

## Onderdistricten
Het regentschap bestaat uit veertien onderdistricten (zogenaamde kecamatan). 
In deze onderdistricten liggen 157 plaatsen die een administratieve eenheid zijn.
| Naam          | Opper vlakte in km2 | Inwoners Volks telling 2010 | Inwoners Volks telling 2020 | Admin centrum | Aantal plaatsen Kelurahan /desa's | Post code    |
| ------------- | ------------------- | --------------------------- | --------------------------- | ------------- | --------------------------------- | ------------ |
| Panggul (a)   | 131,56              | 69.325                      | 78.344                      | Wonocoyo      | 17                                | 66364        |
| Munjungan (b) | 154,80              | 46.916                      | 52.908                      | Munjungan     | 11                                | 66365        |
| Watulimo (c)  | 154,44              | 62.625                      | 70.002                      | Prigi         | 12                                | 66382        |
| Kampak        | 79,00               | 35.743                      | 37.201                      | Bendoagung    | 7                                 | 66373        |
| Dongko        | 141,20              | 59.248                      | 65.505                      | Dongko        | 10                                | 66363        |
| Pule          | 118,12              | 50.908                      | 55.822                      | Pule          | 10                                | 66362        |
| Karangan      | 50,92               | 45.432                      | 49.930                      | Karangan      | 12                                | 66361        |
| Suruh         | 50,72               | 24.546                      | 26.028                      | Suruh         | 7                                 | 66360        |
| Gandusari     | 54,96               | 49.082                      | 52.560                      | Gandusari     | 11                                | 66372        |
| Durenan       | 57,16               | 48.985                      | 51.320                      | Kendalrejo    | 14                                | 66381        |
| Pogalan       | 41,80               | 47.951                      | 52.234                      | Ngadirenggo   | 10                                | 66371        |
| Trenggalek    | 61,16               | 62.606                      | 64.306                      | Ngantru       | 15                                | 66311 -66319 |
| Tugu          | 74,72               | 45.764                      | 47.829                      | Gondang       | 15                                | 66352 (d)    |
| Bendungan     | 90,84               | 25,280                      | 27,136                      | Dompyong      | 8                                 | 66351        |
| Totalen       | 1.261,40            | 674.411                     | 731.125                     |               | 157                               |              |

## Toerisme

### Stranden
- Prigi
- Pelang

Bendungan · Dongko · Durenan · Gandusari · Kampak · Karangan · Munjungan · Panggul · Pogalan · Pule · Suruh · Trenggalek · Tugu · Watulimo
Stadsgemeenten: Batu · Blitar · Kediri · Madiun · Malang · Mojokerto · Probolinggo · Pasuruan · Surabaya

Regentschappen: Banyuwangi · Bangkalan · Blitar · Bojonegoro · Bondowoso · Gresik · Jember · Jombang · Kediri · Lamongan · Lumajang · Madiun · Magetan · Malang · Mojokerto · Nganjuk · Ngawi · Pacitan · Pamekasan · Pasuruan · Ponorogo · Probolinggo · Sampang · Sidoarjo · Situbondo · Sumenep · Trenggalek · Tuban · Tulungagung